# دكتور فيل
دكتور فيل (بالإنجليزية: Dr. Phil)‏ هو برنامج حواري أمريكي يقدمه الدكتور فيل ماكجرو. بدأ ظهوره لأول مرة في 16 سبتمبر 2002 بعد أن نجح فيل ماكجرو في فقرة «أيام الثلاثاء مع دكتور فيل» التي كان يقدمها في برنامج أوبرا وينفري الشهير. في كل من البرنامجين يقدم فيل ماكجرو نصائح على شكل «استراتيجيات الحياة» من خلال تجاربه كطبيب نفسي.
قام في إحدى حلقاته باستضافة شابة أمريكية مخطوبة إلى شاب فلسطيني في الضفة الغربية على أنها حالة غير طبيعية وانه يتمكن في نهاية الحلقة من إقناعها بالعدول عن علاقتها معه والقيام بعلاقة مع شاب أمريكي. أثارات هذه الحلقة غضب عند الأوساط العربية مما أدى إلى تناقص شعبية برنامجه إلى الحد الأقصى بعدما كان يعرض على إحدى قنوات إم بي سي ليتم إيقاف البرنامج في وقت لاحق.

## روابط خارجية
- دكتور فيل على موقع IMDb (الإنجليزية)
- دكتور فيل على موقع ميتاكريتيك (الإنجليزية)
- دكتور فيل على موقع كينوبويسك (الروسية)
- دكتور فيل على موقع قاعدة بيانات الفيلم (الإنجليزية)